# Oto Petzval
Oto Petzval (6. ledna 1809, Spišská Belá – 28. srpna 1883, Budapešť) byl uherský matematik.

## Život
Oto Petzvala je mladší bratr Josefa Maximiliána Petzvala. Studoval v Kežmarku, na gymnáziu v Levoči, filosofické ročníky na Košické královské akademii a poté od roku 1828 na Institutum geometricum v Pešti, kde získal inženýrský titul a stal se nejprve korepetitorem a později zastupujícím profesorem na katedře praktické geometrie. Roku 1839 získal na pešťské univerzitě doktorát a stal se zde řádným profesorem vyšší matematiky. Zároveň však přednášel i pro posluchače na Institutum geometricum.
Revoluční roky 1848–1849 a následná éra absolutismu sice zasáhly do života univerzity i jejího inženýrského ústavu v podobě personálních i organizačních změn, on však v různých funkcích zůstal přednášet až do svého odchodu na důchod v roce 1883; od roku 1857 už jen v rámci filozofické fakulty. Sporadicky přednášel i mechaniku a předměty technického zaměření, jistý čas dokonce astronomii. Ve dvou funkčních obdobích (1843–1846, 1860–1863) zastával funkci děkana filozofické fakulty. Roku 1858 byl zvolen za člena uherské Akademie věd. Samostatné matematické výsledky neměl, napsal však několik kvalitních středoškolských i vysokoškolských učebnic matematiky, které odrážely náročnější požadavky nastupující průmyslové revoluce v Uhrách. V své učebnici pro vyšší gymnázia a reálky (1856), která získala cenu akademie, se v uherských poměrech průkopnický dotkl i pojmu funkce a věnoval se i základům výpočtu pravděpodobnosti. Jeho učebnice vyšší matematiky (1867–1868) patřila k prvním učebnicím diferenciálního a integrálního počtu napsaným v maďarštině. Byl autorem učebnice astronomie a z pověření akademie napsal i dvousvazkovou příručku technické mechaniky. Věnoval se také konstrukčním výpočtům parních strojů, nejvíce se však zasloužil svou dlouholetou pedagogickou činností, výchovou několika generací středoškolských profesorů i inženýrů-techniků.